# Eulithis luteata
Eulithis luteata är en fjärilsart som beskrevs av Feichtenberger 1965. Eulithis luteata ingår i släktet Eulithis och familjen mätare. Inga underarter finns listade i Catalogue of Life.